# Lagoa da Confusão
Lagoa da Confusão är en kommun i Brasilien.   Den ligger i delstaten Tocantins, i den centrala delen av landet, 600 km norr om huvudstaden Brasília. Antalet invånare är 10 215.
Omgivningarna runt Lagoa da Confusão är huvudsakligen savann. Trakten runt Lagoa da Confusão är nära nog obefolkad, med mindre än två invånare per kvadratkilometer.